# ابنة رايان (فلم)
ابنة رايان (بالإنجليزية: Ryan's Daughter) هو فيلم دراما تم إنتاجه في الولايات المتحدة وصدر في سنة 1970. الفيلم من إخراج ديفيد لين.

## بطولة
- روبرت ميتشوم

### ترشيحات وجوائز
| السنة | الحدث  | الفئة              | النتيجة  |
| ----- | ------ | ------------------ | -------- |
|       | أوسكار | أفضل تصوير سينمائي | فـــــوز |

## الميزانية والإيرادات
بلغت تكلفة إنتاج الفيلم حوالي 13.3 مليون دولار بينما حقق أرباحا تقدر بـ 30,846,306 (domestic), 14.6 مليون دولار (rentals).

## وصلات خارجية
- مقالات تستعمل روابط فنية بلا صلة مع ويكي بيانات

1. ↑  "The 43rd Academy Awards (1971) Nominees and Winners". oscars.org. مؤرشف من الأصل في 2018-01-16. اطلع عليه بتاريخ 2011-08-27.
2. ↑  Wolcott، James (أبريل 1997). "Waiting for Godard". فانيتي فير. Conde Nast.
3. ↑  Sound on Film Interview Series: Ryan's Daughter نسخة محفوظة 08 أكتوبر 2011 على موقع واي باك مشين. [وصلة مكسورة]